# Джигме-Дорджи
Джигме-Дорджи (англ. Jigme Dorji National Park) — национальный парк в Бутане, самая большая по территории охраняемая природная территория в стране. Территория парка занимает почти полностью дзонгхаг Гаса, и северо-западную часть дзонгхага Тхимпху. Часть парка находится также в дзонгхаге Паро. Парк назван в честь третьего короля Бутана Джигме Дорджи Вангчука, умершего в 1972 году.
Парк был образован в 1974 году и находится на высотах между 1400 и 7000 метров, располагаясь тем самым в трёх климатических зонах. На территории парка проживают около 6500 человек, занимающиеся в основном сельским хозяйством.
На территории парка водятся редкие животные, как, например, ирбис, черношейный журавль и гималайский медведь. В парке находится крупнейший в Бутане центр геотермальной активности, а также несколько исторических памятников.
В 2012 году Национальный парк Джигме Дорджи был включен в предварительный список Бутана для включения в Список объектов всемирного наследия ЮНЕСКО.